# Milà-Sanremo 1960
La Milà-Sanremo 1960 fou la 51a edició de la Milà-Sanremo. La cursa es disputà el 19 de març de 1960 i va ser guanyada pel francès René Privat, que s'imposà en solitari en l'arribada a Sanremo.
Per evitar les arribades massives l'organització decidí introduir la pujada al Poggio di Sanremo.
203 ciclistes hi van prendre part, acabant la cursa 121 d'ells.

## Classificació final
|    | Ciclista           | Equip                 | Temps      |
| -- | ------------------ | --------------------- | ---------- |
| 1  | René Privat        | Mercier-Hutchinson-BP | 6h 45' 15" |
| 2  | Jean Graczyk       | Helyett-Leroux        | + 11"      |
| 3  | Yvo Molenaers      | Carpano               | + 20"      |
| 4  | Arthur de Cabooter | Groene Leeuw          | + 1' 40"   |
| 5  | Pierre Ruby        | Peugeot-BP-Dunlop     | m. t.      |
| 6  | Rik van Looy       | Faema                 | m. t.      |
| 7  | Frans de Mulder    | Groene Leeuw          | m. t.      |
| 8  | Jo de Roo          | Helyett-Leroux        | m. t.      |
| 9  | René Fournier      | St-Raphaël            | m. t.      |
| 10 | Frans Schoubben    | Peugeot-BP-Dunlop     | m. t.      |